# Chetroșica Veche, Edineț
Chetroșica Veche este un sat din cadrul orașului Cupcini din raionul Edineț, Republica Moldova.

## Istorie
Chetroșica Veche, apare pentru prima dată, cu numele de Vadul de Piatră, în uricul domnului Moldovei Alexandru cel Bun din 15 iunie 1431, conform căruia el a repartizat vornicului Ivan Cupcici pământuri pentru așezarea satelor:
„Din mila lui Dumnezeu, noi, Alexandru voievod, domn al Țării Moldovei. Facem cunoscut, cu această carte a noastră, celor care o vor vedea sau o vor auzi citindu-se, că această adevărată slugă și boier al nostru credincios, pan Cupcici vornic, ne-a slujit cu dreaptă și credincioasă slujbă. De aceea, noi, văzând dreapta și credincioasa lui slujbă către noi, l-am miluit cu deosebita noastră milă și i-am dat și i-am întărit vislujenia lui, satele, în țara noastră, anume: [...] și, la Terebne, pământ din pustie să-și întemeieze sate, anume: Cozareuți, și Polzalăuți, și Viadinți, Micicova și Nesteacăuți, și, pe Ciuhru, în sus de moară și în jos de moară, și, pe Ciuhru, Mihailăuți la Vadul de Piatră și la Hacișce Leș.

Iar hotarul acestor sate de la Vadul de Piatră, să fie de cealaltă parte a Ciuhrului, în sus, până la Durnea Ceatariu, iar de la Ciuhru, pe vale, până la Dumbrava Rotundă, și de la Tador, pe hotarele vechi, până la Racovăț, iar de la Neagăuți și de la Grozea și de la Costici, pe hotarele vechi, până la Vadul de Piatră.
 
...
 
Iar pentru mai mare întărire a tuturor celor mai sus-scrise, am poruncit slugii noastre credincioase, Neagoe logofăt, să scrie și să atârne pecetea noastră la această carte a noastră.
 
La Suceava, în anul 6939 <1431> iunie 15.”

## Demografie

### Structura etnică
Structura etnică a satului conform recensământului populației din 2004:
| Grup etnic         | Populație | % Procentaj |
| ------------------ | --------- | ----------- |
| Moldoveni / Români | 702       | 85,92%      |
| Ucraineni          | 81        | 9,91%       |
| Ruși               | 32        | 3,92%       |
| Alții              | 2         | 0,24%       |
| Total              | 817       | 100%        |